# La Belle et la Bête (1946)

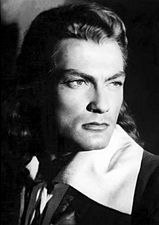
Jean Marais

La belle et la bête is een Franse, zwart-witte sprookjesverfilming uit 1946. Deze film wordt vaak genoemd als een van de mooiste fantasyfilms aller tijden en zal tot op zekere hoogte ook een inspiratiebron voor de tekenfilm van Disney van 1991 zijn geweest. Destijds werd de film in Nederland uitgebracht onder de titel Het meisje en het monster.
De film staat bekend om zijn surrealistische eigenschappen en het toepassen van bestaande filmtechniek om een gevoel van magie en betovering op te roepen. Het camerawerk en de decorontwerpen refereren aan de illustraties en gravures van Gustave Doré en in de boerderijscènes de schilderijen van Johannes Vermeer. Het beeldgebruik van Cocteau zorgde voor heel wat surrealistische of jungiaanse analyses.
De speelduur van de film is ongeveer 96 minuten, en het was de eerste die Jean Cocteau zowel schreef als regisseerde sinds Le sang d'un poète. Cocteau toont hier aan hoe moeilijk fantasie soms van realiteit te scheiden is.
In de hoofdrollen zijn Josette Day als Belle, Michel Auclair als haar broer Ludovic en Jean Marais in drie rollen te zien, waaronder die van het beest en de prins. Georges Auric schreef de muziek en Henri Alekan deed het camerawerk. Christian Bérard en Lucien Carré deden de art direction.
Philip Glass componeerde in 1995 een opera naar deze film. De oorspronkelijke versie werd uitgevoerd met musici en zangers op het toneel, terwijl een gerestaureerde, ondertitelde versie van de film op een doek achter hen werd getoond. Belles stem werd toen door de mezzosopraan Janice Felty ingezongen.

## Verhaal
Op het platteland wonen een koopman met zijn zoon Ludovic (Michel Auclair) en drie dochters, Félicie (Mila Parély), Adélaïde (Nane Germon) en Belle (Josette Day). De koopman balanceert op het randje van een faillissement. Zijn twee oudste dochters zijn ijdel, egoïstisch en gemeen en behandelen hun jongste zuster Belle als een bediende. Cocteau drijft in de film geregeld de spot met hen, bijvoorbeeld wanneer hij kakelende eenden een commentaar laat zijn op hun onderlinge gekibbel.
Op een dag vertrekt de vader op zakenreis. Voor zijn vertrek heeft hij zijn dochters beloofd cadeaus mee terug te brengen. Voor Félicie en Adélaïde mooie jurken en voor Belle een mooie roos. Onderweg verdwaalt hij in een bos. Daar ontdekt hij een vreemd kasteel, waar hij een roos plukt om aan Belle te geven. Plots verschijnt de eigenaar van het kasteel (Jean Marais), een monster met magische vermogens, geschapen als half mens, half dier. De kasteelheer veroordeelt de koopman tot de dood, tenzij hij een van zijn dochters aan hem geeft. Belle offert zich op en gaat naar het kasteel. Haar reis naar het kasteel is in slow motion gefilmd, wat voor een dromerige sfeer zorgt. Als zij het beest ontmoet, valt zij flauw. Langzaamaan leert zij hem lief te hebben. Het blijkt dat alleen zij zijn verborgen innerlijke schoonheid kan zien. Het echte beest blijkt de avenant te zijn, diegene die met haar wil trouwen.
Er zijn twee verschillende werelden in deze film, het gewone burgerlijke huis van de koopman enerzijds, en het betoverde kasteel van het Beest waar alles mogelijk is. Deze twee werelden worden door het mysterieuze bos verbonden. In en om het kasteel leven de kandelaars, de tuinen en de kariatiden. Gedurende de film ontsluiert het Beest vijf magische leidraden, de roos, een gouden sleutel, een handschoen, een ring en de spiegel, sommige van deze zijn ontleend aan het sprookje van  Madame Leprince de Beaumont. Later komt hier ook nog het witte paard, "le Magnifique" bij en aan het eind komen deze twee werelden bij elkaar. De kamer van Belle ligt in haar vaders kamer - maar ook in haar kasteelkamer. Belle wordt gered door Avenant als het Beest sterft, en de twee personae versmelten tot een.
Cocteau wijzigde het einde van het sprookje waarin een goede fee voorkomt in de droom van Belle, en beloont de goeden en straft de slechteriken. Hij liet de fee weg en liet aan het einde van de film deze dialoog plaatsvinden:
"Vous ressemblez à quelqu'un que j'ai connu autrefois…"
"Celà vous gêne-t-il?"
"Oui….(met een stralend gezicht) Non!"

## Rolverdeling
| Acteur         | Personage               |
| -------------- | ----------------------- |
| Jean Marais    | Beest / Prins / Avenant |
| Josette Day    | Belle                   |
| Mila Parély    | Félicie                 |
| Nane Germon    | Adélaïde                |
| Michel Auclair | Ludovic                 |
| Raoul Marco    | Woekeraar               |
| Marcel André   | Vader van Belle         |

## Achtergrond

### Ontstaansgeschiedenis
Aan het eind van de Tweede Wereldoorlog stelde Jean Marais aan Cocteau voor om een film gebaseerd op het 18e-eeuwse sprookje van Madame Jeanne-Marie Le Prince de Beaumont te maken. Cocteau vond het een uitstekend idee. Niet alleen viel het samen met de dromen die hij had in zijn kindertijd - het bood ook een mogelijkheid voor een nieuw genre binnen de film: verfilmde sprookjes. Aan de oppervlakte lijkt deze film anders te zijn dan de vorige waarvoor Cocteau het scenario schreef en de regie deed, maar beide werken met mythes en scheppen een sfeer van onaardse schoonheid. De film blijft qua geest trouw aan het sprookje, maar de uitbeelding is zonder meer die van Cocteau. Hiermee inspireerde hij latere regisseurs als Ingmar Bergman, François Truffaut en Vincente Minnelli.
Veel regels werden gebroken tijdens het maken van deze film, de muziek van Auric doorbrak eerder de visuele effecten dan dat hij die onderstreepte. Het camerawerk van Alekan is niet conventioneel, maar scherp en helder - haast als in een documentaire. De film werd op het Franse platteland opgenomen, in een omgeving die zowel het nuchtere, realistische huis van Belle en haar familie als het kasteel van het Beest geloofwaardig maakt.
In zijn bewerking liet Cocteau het moreel een rol onderhevig aan de magie, symbolisme, surrealisme en psychoanalyse spelen. De rol van het beest gaf hij aan iemand die toen werd gezien als 's werelds mooiste man, Jean Marais. Hij vertolkt hierin een drievoudige rol als het beest, de aanbidder van Belle (de avenant) en de prins. Verder zijn er in de muur verankerde mensenarmen die kandelaars dragen en kariatiden met bewegende ogen en die rook uitademen. Cocteau plaatste ook meerdere betoverde geluksbrengers en betoverde tuinen in de film.
De aftiteling werd gemaakt met een knipoog naar de kindertijd, hier wordt het overzicht van de acteurs en andere medewerkers met krijt op een schoolbord geschreven.